# Fokke & Sukke
Fokke & Sukke is een Nederlandse cartoonreeks die wordt gemaakt door John Reid, Bastiaan Geleijnse en Jean-Marc van Tol (tekenaar). Zij gebruiken het pseudoniem RGvT. De cartoons, met in de hoofdrol een eend (Fokke) en een kanarie (Sukke), verschijnen in diverse dag- en weekbladen.

## Geschiedenis
De auteurs kennen elkaar van hun studentendispuut. Ze schreven samen cabaretteksten en werkten aan een strip over het studentenmilieu.
De allereerste cartoon uit de reeks - Fokke & Sukke hebben geen kerstgedachten - was een kerstcartoon, in 1993 gemaakt op verzoek van de redactie van het studentenblad Propria Cures. De naam Sukke had het drietal eerder al voor een andere strip bedacht, maar vervolgens verworpen. De naam Fokke werd er nu bij bedacht.
De Propria Cures-redactie keurde de cartoon echter af met de mededeling dat vogeltjes niet kunnen praten. Het drietal bleef desondanks bijdragen insturen, en vanaf het voorjaar van 1994 verschenen de cartoons in Propria Cures.
Tussen februari 1997 en september 1999 verschenen Fokke & Sukke maandelijks in het tijdschrift Onze Taal.
Sinds 30 september 1999 verschijnen ze zes dagen per week in NRC Handelsblad. Daarnaast verschijnt de strip incidenteel ook in de VPRO-gids, Zone 5300, J/M Pubers, en enkele andere tijdschriften.
In 2003 kregen de auteurs de Stripschapprijs van Het Stripschap, een organisatie van stripliefhebbers. Van december 2003 tot en met februari 2004 was een tentoonstelling van de cartoons te zien in het Persmuseum.
Vanaf 8 oktober 2007 tot 2011 werd er een aantal jaar lang elke dag in De Wereld Draait Door een filmpje van een Fokke & Sukke-strip getoond. Deze strips speelden in op de actualiteit.
Sinds 4 mei 2009 wordt Fokke & Sukke onder de naam Fokke & Sokke ook in het Duits gepubliceerd bij Dnews.de. In het Engels is het stripje bekend onder de naam Duck and Birdie.
Op 1 september 2009 werden alle afbeeldingen in NRC Handelsblad vervangen door strips met Fokke en Sukke, dit was vanwege het tienjarige jubileum van Fokke en Sukkes aanwezigheid in de krant.
Ter gelegenheid van de 25e verjaardag van Fokke & Sukke werden op 25 september 2018 alle afbeeldingen in NRC Handelsblad in de vorm van Fokke & Sukke-strips gegoten. Op het geboortehuis van Fokke & Sukke aan de Lange Leidsedwarsstraat in Amsterdam werd door burgemeester Femke Halsema een plaquette onthuld.

## Albums
De albums van Fokke en Sukke verschenen aanvankelijk bij Uitgeverij De Harmonie. In november 2007 zijn de rechten overgegaan naar Van Tols eigen uitgeverij Catullus. Inmiddels zijn de volgende albums verschenen:

### Eerste reeks
1. Fokke & Sukke hebben altijd wat (1997)
2. Fokke & Sukke zien het echt niet (1998)
3. Fokke & Sukke weten wel beter (1999)
4. Fokke & Sukke zijn weer thuis (2000)
5. Fokke & Sukke maken zich kwaad (2001)
6. Fokke & Sukke komen er niet uit (2002)
7. Fokke & Sukke hebben geen idee (2003)
8. Fokke & Sukke gaan maar door (2005)
9. Fokke & Sukke lachen zich gek (2009)
10. Fokke & Sukke De historische canon van Fokke & Sukke (2007), met een voorwoord van Canon-commissievoorzitter Van Oostrom
11. Fokke & Sukke De Bètacanon van Fokke & Sukke (2008), met voorwoord van Robbert Dijkgraaf

### Tweede reeks
De tweede reeks bestaat uit een uitgave met telkens dezelfde titel met het jaartal toegevoegd. Zo is er een Fokke en Sukke en het afzien van 2000, Fokke en Sukke en het afzien van 2001 en ga zo maar door. De laatste uitgave is Fokke en Sukke en het afzien van 2023.

### Derde reeks
1. Opkomst en ondergang van Fokke & Sukke - Prelude (2011)

### Overige uitgaven (selectie)
1. Fokke en Sukke krijgen het nog zwaar (2002)
2. Fokke en Sukke lachen om de wet (2002)
3. Strijken voor mannen (2002)
4. Ewoud Sanders, De taal van het jaar - De nieuwe woorden en uitdrukkingen van 2002 (2003)
5. Ewoud Sanders, De taal van het jaar - De nieuwe woorden en uitdrukkingen van 2003 (2004)
6. Doen Jeroen (2004). Strips van Jeroen van Baaren
7. Moord in Lambiek (2005)
8. Fokke & Sukke gaan nu echt aan de slag (2007)
9. Fokke & Sukke Kunnen het niet alleen (2008)
10. Fokke & Sukke aan het werk = Fokke & Sukke gaan voor rendement (2010)
11. Fokke & Sukke aan de balie (2011)

Verder verschenen er diverse kalenders en agenda's van Fokke en Sukke.

## Trivia
- Net als Donald Duck hebben Fokke en Sukke wel kleding aan hun bovenlichaam, maar geen broek. De geslachtsdelen van Fokke en Sukke zijn echter duidelijk zichtbaar.